# Prove Your Love
Prove Your Love è un singolo della cantante statunitense Taylor Dayne, pubblicato nel 1988 ed estratto dal suo primo album in studio Tell It to My Heart.

## Tracce
- 7"

1. Prove Your Love — 3:25
2. Upon the Journey's End — 4:03

## Classifiche
| Classifica (1988–1989) | Posizione raggiunta |
| ---------------------- | ------------------- |
| Regno Unito            | 8                   |
| Stati Uniti            | 7                   |